# Кучельо
Кучельо (итал. Cuceglio) — коммуна в Италии, располагается в регионе Пьемонт, в провинции Турин.
Население составляет 1014 человека (2008 г.), плотность населения составляет 169 чел./км². Занимает площадь 6 км². Почтовый индекс — 10090. Телефонный код — 0124.
Покровителями коммуны почитаются святой Евсевий , празднование 1 августа, и святой апостол Пётр.

## Демография
Динамика населения:

## Администрация коммуны
- Официальный сайт: http://www.comune.cuceglio.to.it/